# Hylomyrma immanis
Hylomyrma immanis är en myrart som beskrevs av Kempf 1973. Hylomyrma immanis ingår i släktet Hylomyrma och familjen myror. Inga underarter finns listade i Catalogue of Life.